# Богдановка (Ставропольский край)
Богда́новка — село в Степновском муниципальном округе Ставропольского края России.
В 2020 году селу присвоено почётное звание «Рубеж воинской доблести».

## География
Расстояние до краевого центра: 240 км.
Расстояние до районного центра: 18 км.

## История
Населённый пункт основан в 1927 году на территории Моздокского района Терского округа Северо-Кавказского края. Состоял из 120 домов, заселённых еврейскими переселенцами, прибывшими с Кубани. Своё название получил в честь первого секретаря крайкома партии Азово-Черноморского края Богданова.
В 1929 году в хуторе Богдановке образовался колхоз им. Кагановича.
В 1935 году хутор передан из Моздокского района в состав вновь образованного Курского района Северо-Кавказского края.
На карте Генштаба Красной армии, составленной в 1942 году, хутор подписан как Богданов и обозначен как центр сельсовета. С августа 1942 года хутор находился в оккупации, во время которой гитлеровцами было уничтожено всё еврейское население Богданова. 4 января 1943 года хутор был освобождён. В том же году сюда переселилась часть жителей из соседних сёл.
В мае 1964 года организован совхоз «Богдановский».
На 1 марта 1966 года административный центр Богдановского сельсовета Курского района Ставропольского края:17. Решением крайисполкома от 5 апреля 1972 года Богдановский сельсовет со всеми населёнными пунктами передан в состав Степновского района.
В 1997—2020 годах село было административным центром упразднённого Богдановского сельсовета.
8 декабря 2020 года создан Богдановский территориальный отдел администрации Степновского муниципального округа.

## Население
| 1989 | 2002  | 2010  | 2014  | 2021  |
| ---- | ----- | ----- | ----- | ----- |
| 1175 | ↗1374 | ↗1428 | ↗1500 | ↘1405 |

По данным переписи 2002 года, 30 % населения — русские.

## Инфраструктура
- Культурно — досуговый центр[19]. Открыт 7 ноября 1970 года как Дом культуры села Богдановка[20]

## Образование
- Детский сад № 3 «Чебурашка»[21]. Открыт 16 мая 1969 года[22]
- Средняя общеобразовательная школа № 3 имени Г. И. Буслова. Открыта в 1972 году[23][24]
- Детский дом (смешанный) № 5[25]

## Памятники
- Братская могила 57 советских воинов, погибших в борьбе с фашистами, в бывшем хуторе Арарат. 1942—1943, 1963 года[26]
- Братская могила советских воинов, погибших в борьбе с фашистами. 1942—1943, 1964 года[27]
- Братская могила 474 мирных жителей, уничтоженных фашистами[28]. 1942—1943, 1966 года[29].
- Братская могила 420 советских воинов, погибших в борьбе с фашистами. 1942—1943, 1967 года[30]

## Кладбища
В окрестностях села Богдановки находится 3 общественных кладбища:
- Кладбище с. Богдановка (в 1,5 км юго-восточнее села). Площадь участка 4800 м².
- Кладбище бывшего х. Арарат (в 4 км северо-западнее села). Площадь участка 3000 м².
- Кладбище бывшего х. Надежда (в 15 км юго-восточнее села). Площадь участка 1500 м²[31].